# Пушење дувана
Пушење дувана је активно и пасивно удисање дуванског дима који настаје непотпуним сагоревањем дувана. Навика пушења датира од 5000—3000. године п. н. е. Дуван је у Европу и Азију стигао у 16. веку и постао популаран упркос бројним студијама о његовој штетности.
Научници у Немачкој су у касним 1920-им открили везу између рака плућа и пушења дувана када су започете и прве активне антипушачке кампање. Године 1954. група научника је повезала пушење дувана са повећаном смртношћу међу лекарима. Током друге половине 20. века све више расте број доказа о повезаности пушења и дуванским димом изазваних болести код човека. Ови докази донекле су утицали на смањење броја пушача у развијеним земљама света. Међутим, због недовољне здравствене просвећености у земљама трећег света пушење је стално у порасту и представља све већи здравствени проблем.
Удисање дуванског дима је најчешћи облик конзумирања дувана. Самом дувану се у процесу производње додају разни адитиви за поспешивање приноса, промену боје, мириса, лакшег сагоревања итд чиме се још више процесом пиролизе повећава њихова токсичност. Дим који се ствара сагоревањем таквих супстанци, заједно са дуванским димом, удисањем доспева до плућних алвеола, преко чијих зидова се, процесом дифузије, никотин и остале штетне материје уносе у крвоток. Као резултат штетног дејства дуванског дима у организму расте крвни притисак, брзине откуцаја срца и настају бројни други органски и психички поремећаји. Организам у контакту са никотином производи допамин и ендорфин који се повезују са осећајем задовољства код пушача и стварањем зависности.
Од 2000. године преко 1,22 милијарде људи на планети пуши дуван. Учесталост пушења дувана је већа код мушке популације, мада се код млађих пушача изједначава однос између мушких и женских пушача.

## Историја

### Дуван као медикамент
Дуван се као медикамент и помоћ код лечења болова ува и зуба користио у цивилизацијама Јужне Америке 5000—3000. године пре нове ере. Касније је у тим истим цивилизацијама пушење заступљено као навика и социолошка појава. Такође, у племенима Северне Америке дуван се користио и у разним друштвеним приликама, као што су састанци, договори и преговори између племена. Дуван се користио и током религијских ритуала.

### Распрострањење и почетак борбе
У Европу и Азију дуван стиже из Америке после Колумбовог открића. Француз Жан Никот је 1560. године донео дуван у Француску. Коришћење дувана се брзо проширило и на Енглеску трговачким путевима и дуван се користио као медикамент. Француски трговци дуван преносе до Гамбије и Сенегала. У исто време каравани из Марока преносе дуван до Тимбуктуа и коришћење дувана се шири кроз целу Африку до 1650. године.
Убрзо је коришћење дувана пало под оштре критике државних и религијских вођа. Мурат IV, султан Османског царства је међу првима пробао да искорени пушење у друштву. Последњи цар Кине из династије Минг је непосредно пред збацивање династије пробао да забрани пушење едиктом, а такве активности настављене су и у каснијим династијама. У Јапану је узгајање дувана сматрано великим злочином због коришћења земље за узгајање рекреативне дроге уместо хране.
Многе религиозне вође су такође покушавале да смање или забране коришћење дувана. Патријарх московски је 1634. забрањивао производњу и продају дувана а прекршиоце кажњавао изузетно суровим казнама. Џејмс I Стјуарт је 1604. покушао да порезом од 4000% смањи број пушача али је и ова антипушачка кампања остала са мало резултата. Касније су владари схватили да је тешко постићи резултат забранама пушења и државе су увеле монопол на производњу и стављање у промет дувана.

## Зашто се постаје пушач
Особе које пуше дуван су активни пушачи, а особе које бораве у затвореном простору заједно са особама које пуше дуван и индиректно (пасивно) удишу дим активних пушача, називају се пасивни пушачи. Активни пушачи могу да пуше дуван удисањем дима директно стављањем једног краја цигарета, цигара или томпуса на усну или посредно преко „реквизита за пушење“ - муштикле, луле и наргиле. Пушење се изводи тако што се један крај цигарете/цигаре запали и по запаљењу он тиња, а са друге стране се дим удише преко уста до плућа. Неки пушачи дим цигарета не увлаче у плућа, већ га избацују из усне дупље (у народу познатије као пућкање). Код луле или наргиле дуван се ставља у за то предвиђено место, сабија ручно и пали. Код наргиле дим пролази кроз воду и тиме се хлади.
Разлога има више, од доказивања себи и околини да је одрасла особа, преко интензивне рекламе, из ината, из радозналости, зато што је то забрањено. Неки мисле да им цигарета у устима даје сличност са глумцем са великог екрана.
Навика која се брзо стиче и штетне последице, кашаљ, финансијски трошак, зависност брзо отрезне зависника, али је тада већ обично навика већ стечена и тешко се оставља пушење.
Пушење је (поред алкохола) и задовољство, а и најчешћи начин да се превазиђе стрес.
Цигарета се пали нарочито после обављених задовољстава као што је нпр. добар ручак, али има и других.

## Производња
Производња дувана/производа од дувана, је високо профитабилна. Дуванска индустрија помаже пољопривредне произвођаче веома повољним кредитима за набавку механизације и изградњу сушара за дуван. Дуван се у неким крајевима дуго гаји, постоји традиција и постигнут је врло високи квалитет. Примера ради, познат је дуван из околине Бајине Баште. Чувена сорта „Бајинац“ је, нажалост, за време Другог светског рата нестала. Познат је, по високом квалитету, и дуван из Херцеговине.
Сматра се да је најбољи дуван са Кубе.
И док се цигарете праве у фабрикама машински, цигаре са Кубе се праве ручно.

## Економски аспекти
Држава од продаје цигарета преко наплате пореза има значајне приходе. Фабрике дувана такође запошљавају не мали број радника. Пољопривредници који производе дуван су због тога потпомогнути, како од Државе, тако и од дуванске индустрије.
У последње време, због штетних последица, болести пре свега, Држава (читај народ) има и штетних последица. Лечење оболелих је све скупље и пред тиме се не могу затварати очи.

## Пушење и право
У Србији је пушење је у потпуности, без могућности да се отвори посебна просторија, забрањено у државној управи и локалној самоуправи, здравственим установама, свим просветним, установама социјалне и дечје заштите, културе, на спортским објектима и свим местима где се људи окупљају и одржавају састанци, као и у јавном превозу.
Пушење је забрањено у радном простору свих медија, местима где се снимају емисије, чак и ако постоје ресторани или бифеи, док, на пример, установе попут банака могу имати посебну просторију.
У свим осталим установама дозвољено је отварање једне посебне просторије која мора бити обележена, за коју је одређено колико људи може да прими и која мора имати одговарајући вентилациони систем.
Изузетак за отварање посебне просторије предвиђен је код установа социјалне заштите за смештај непокретних и тешко покретних особа, специјалних болница за лечење психијатријских болесника, институција и одељења палијативне неге, као и установе за извршење затворских казни.
Угоститељски објекти су изузети из тог закона и они, у зависности од величине, могу да одлуче да ли ће бити за пушаче или непушаче. Када је реч о казнама, санитарна инспекција обављаће надзор свих места у којима је забрањено пушење. Казне за фирме крећу се од 500.000 до милион динара, од 30.000 до 50.000 динара за одговорно лице (директора, власника, управника) и од 300.000 до 500.000 динара за предузетника. Законом је предвиђено да лице које крши забрану пушења буде кажњено са 5.000 динара.
Стручњаци очекују да би примена Закона могла да допринесе томе да се значајан број особа одвикне од пушења или смањи број попушених цигарета.
Закон о дувану је прецизан:
- Забрањује се произвођачима дувана да ставе у промет резани или на други начин уситњени дуван (необрађени дуван).
- Забрањује се продаја цигарета и других дуванских производа малолетним лицима.

Код свих расправа о дуванском диму губи се из вида да је пушење у присуству других један вид насиља.

## Медицински аспекти
Пушење дувана је штетно по здравље, али и поред тога јако брзо расте број пушача у свету. Зато можемо очекивати појаву глобалне епидемије рака плућа на планети земљи.
Глобална производња цигарета у 2000. години била је већа од 5,5 трилиона цигарета и непрестано расте. Будући да један рак плућа (гледано статистички) изазива смрт након попушених 2 до 4 милиона цигарета у сваком друштву, можемо очекивати широм света (на број произведених цигарета), више од 2 милиона смртних случајева од рака плућа годишње у не тако далекој будућности.
Укупан број умрлих од других врста цигаретама изазваних болести ће бити и већи и највероватније ће се приближити бројци од 10 милиона умрлих годишње до 2020, према проценама Светске здравствене организације.
Од њиховог проналаска до краја 20. века цигарете су највероватније изазвале смрт више од 100 милиона људи. У 21. веку смртност пушача ће можда бити још већа и према проценама достићи ће бројку од једне милијарде умрлих. Како антрополози процењују да ће на планети земљи приближно живети, почев од појаве хомо сапијенса до краја 21. века, 80 милијарди људи, од пушења цигарете највероватније ће усмрти више од 1% свих људи који су икада живели на планети земљи.
Према Закону о дувану Републике Србије, члан 77, произвођачи дуванских производа за пушење дужни су да на паковањима својих производа крупно штампају једно од следећих једанаест упозорења:
- Пушење изазива рак плућа, рак усне, рак језика, рак гласних жица.
- Пушачи ризикују да оболе од рака једњака, рака желуца, рака грлића материце, рака бешике и др.
- Пушачи чешће болују од акутних и хроничних болести дисајних органа.
- Деца пушача чешће болују од астме, упале грла и средњег уха.
- Пушење изазива срчани и мождани удар.
- Пушење изазива болести крвних судова као што су „пушачка нога“ и импотенција.
- Желите бебу? Труднице које пуше ризикују да изгубе бебу или оштете њено здравље.
- Желите бебу? Пушење неповољно утиче на плодност код мушкараца и жена.
- Деца се угледају на Вас! Деца пушача и сама чешће постају пушачи.
- Пушење изазива зависност! Потражите стручну помоћ за одвикавање.
- Пушење нарушава изглед и здравље Ваших зуба, коже, косе, ноктију и др.[22]

Код многих пушача се јавља јутарњи кашаљ, као покушај тела да избаци штетне честице и као хронична упала горњих респираторних органа. У Америци је израчунато колико кошта лечење оболелих од рака па је пре десетак година покренута интензивна кампања одвикавања од пушења. Донети су закони о забрани пушења у многим затвореним просторијама па чак и по кафанама. На пушаче се гледа као кужне зависнике. Ова кампања је дала веома добре резултате у смислу смањења броја пушача, али према неким подацима резултати америчке борбе против пушења су неадекватни, што се делимично може објаснити да висок проценат обољевања не зависи само од пушења већ и од начина живота (стрес, недовољно кретања, алкохол, брза храна, гојазност која није позната у том обиму у другим деловима света и др.).
Но истовремено, као вископрофитабилна индустрија, дуванска индустрија Америке је добила задатак да максимално афирмише пушење у другим земљама, нарочито у земљама „трећег света“. У Републици Србији рекламирање цигарета је забрањено тек почетком 21. века.
Постоји тзв и "секундарно пушење" тј. особе које не пуше, ако много времена проводе у затвореним просторијама са пушачима, готово у истом обиму су изложени ризицима обољевања од истих обољења као и пушачи.

## Одвикавање
За одвикавање је потребна одлука и јака воља. Ипак постоје и помагала у виду пастила који се сисају те фластера са екстрактом никотина који се лепе на тело. Преко коже се инфилтрира никотин па је пушачу лакше да преброди „пушачку кризу“.
Сумња се да се данас у цигарете додају састојци који поред никотина изазивају зависност те пушачка криза траје много дуже него што би требало да буде да је само никотин у питању.
Многи се тешко одлучују на овај корак јер се боје наглог добијања у тежини, што није истина.
Према неким другим изворима одвикавање се најбоље изводи одлуком о дану када ће се прекинути са пушењем. Будући непушач данима пре дана „Д“ треба себе да убеђује да то може. Прекид пушења треба извести заиста планираног дана и то одједном и дефинитивно. Остављање пушења методом смањивања цигарета, не даје резултат.

## Хемикалије које користи дуванска индустрија
Према др Петру Бојовићу из института „Батут" дуванска индустрија користи следеће, отровне, материјале у поступку производње цигарета:
- Сумпор - ради добијања интензивне жуте боје дувана
- Препарате на бази олова - за корекцију укуса цигарете
- Антифриз - ради постизања баланса влаге у цигаретама
- Титанијум-диоксид - да би пепео био што бељи
- Азбестна влакна - да се пепео не би крунио
- Радиоактивни полонијум 210 у поступку узгајања дувана - да би се повећали приноси.[24]